# Valance Nambishi
Valance Nambishi (født 30. November 1997) er en dansk fodboldspiller som spiller for FC Fredericia som Midtbane.
Valance Nambishi blev indlemmet i SIF’s førsteholdstrup som u-kontraktspiller i starten af 2017. Han har fået sin fodboldopvækst i SIF’s talentudviklingssystem.